# Erik Akkersdijk
Erik Akkersdijk, né le 7 octobre 1989 à Enschede (Pays-Bas) est un champion néerlandais de Rubik's Cube.
En 2009, il détient plusieurs records du monde en Rubik's Cube, y compris le cube 3x3x3.

## Records du monde
| Événement | Type    | Premier record du monde                     | Dernier record du monde                         | Total |
| --------- | ------- | ------------------------------------------- | ----------------------------------------------- | ----- |
| 3×3×3     | Single  | 9,77 s Dutch Open 2007 13-14 octobre        | 7,08 s Czech Open 2008 12-13 juillet            | 2     |
| 3×3×3     | Moyenne | 11,11 s Benelux Open 2009 21-22 février     | —                                               | 1     |
| 2×2×2     | Single  | 0,96 s Geneva Open 2008 8 novembre          | —                                               | 1     |
| 4×4×4     | Single  | 43,72 s Dutch Masters 2008 23-24 août       | 39,83 s German Open 2009 25-26 avril            | 4     |
| 4×4×4     | Moyenne | 57,15 s Belgian Open 2008 2-3 février       | 41,29 s Lemgo Open 2010 4-5 septembre           | 6     |
| 5×5×5     | Single  | 1:30,03 Swedish Cube Day 2007 15 décembre   | 1:11,02 Czech Open 2009 17-19 juillet           | 7     |
| 5×5×5     | Moyenne | 1:36,71 Swedish Cube Day 2007 15 décembre   | 1:26,86 Brussels Summer Open 2008 6-7 septembre | 3     |
| Megaminx  | Single  | 1:17,46 World Championship 2007 5-7 octobre | 1:01,78 Belgian Open 2008 2-3 février           | 4     |
| Megaminx  | Moyenne | 1:19,16 World Championship 2007 5-7 octobre | 1:04,34 Danish Open 2009 4-5 avril              | 5     |

La moyenne est calculée sur cinq tentatives en enlevant le meilleur et le moins bon temps.